# 四海竜王

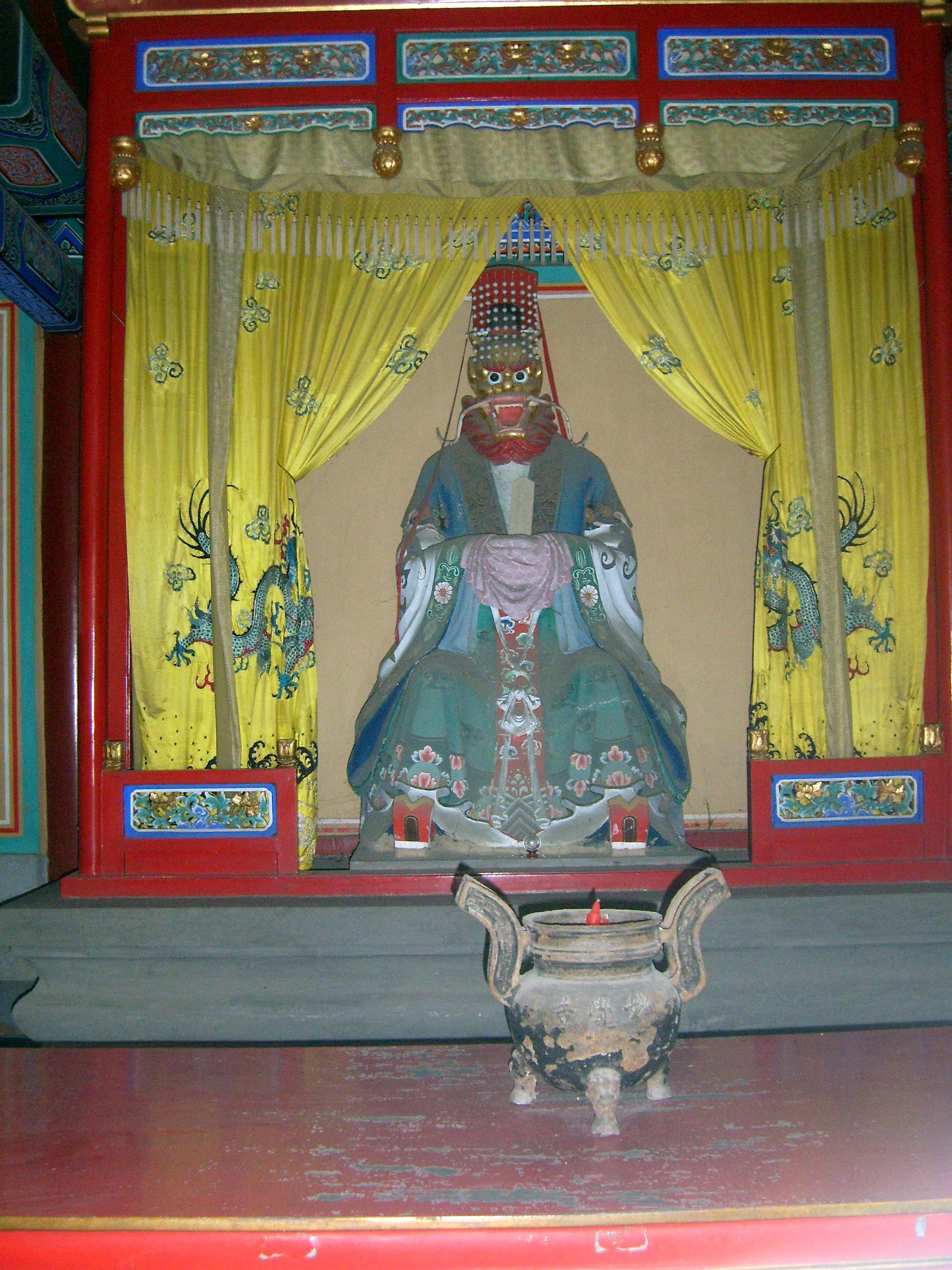
竜王像。北京頤和園

四海竜王（しかいりゅうおう）とは四海を治めるとされる四人の竜王のことである。本記事は主に中国の四海竜王について取り上げる。四海竜王は古くは唐の玄宗が、751年に四海の神を封じてそれぞれ広徳王（東海）、広利王（南海）、広潤王（西海）、広沢王（北海）の称号をそれぞれ授けている。

## 四海竜王の概要
竜を真の姿として現れるが、普段は人間風の竜として、龍宮（水晶宮）でエビやカニたちに守られている。海を統治すること以外に、雲と雨を操る。怒らせると、都市を洪水にしてしまう。東海竜王が最も大きい領土をもつという。それぞれ別名がある。
- 東海竜王: 敖廣（ごうこう），廣徳王
- 南海竜王: 敖欽（ごうきん）または敖紹（ごうしょう），廣利王
- 西海竜王: 敖閏（ごうじゅん），廣潤王
- 北海竜王: 敖順（ごうじゅん）または敖炎（ごうえん），廣澤王

『封神演義』では、四海竜王の名は東海が敖光、西海は敖順、南海は敖明、北海は敖吉と記されている
四海竜王は、雨を降らせたり、海を管理したり、世の中の水に関係するものを引き受けている。川や湖などにも存在している。それらの元となっているのは、四つの海を支配している竜王、「東海竜王」「南海竜王」「西海竜王」「北海竜王」である。中国の昔の人々は、大陸を四つの海が囲んでいると考えていた。また、四海竜王は玉帝の臣下として重要な存在でもある。そして、多くの魚介類を支配するという役割もあった。また、四海竜王はそれぞれ宮殿を持っている。
四海竜王は、『封神演義』『西遊記』などいくつかの作品に登場する。『封神演義』では、哪吒（なた）と争ったり、『西遊記』では、孫悟空に金箍棒（きんこぼう）を持って行かれたりする。
| 四海 | 海神の賜号の一例 | 『西遊記』における竜王名 | 『封神演義』における竜王名 |
| ---- | ---------------- | ------------------------ | -------------------------- |
| 東海 | 広徳王           | 敖広                     | 敖光                       |
| 南海 | 広利王           | 敖欽                     | 敖明                       |
| 西海 | 広潤王           | 敖閏                     | 敖順                       |
| 北海 | 広沢王           | 敖順                     | 敖吉                       |

また、四海竜王は、呼ばれ方や名乗り方に、登場する作品によって変わることがある。華光神が主人公となる『南遊記』では、「東海鉄跡竜王」（とうかいてつせきりゅうおう）と呼ばれ、『賀万寿五龍朝聖』（がばんじゅごりゅうちょうせい）という劇では、「東海銀勝（ぎんしょう）竜王」「南海赤鬚（せきしゅ）竜王」「西海銀脊（ぎんせき）竜王」「北海顕勝（けんしょう）竜王」と名乗る。

## 西遊記における四海竜王
西遊記における竜王は孫悟空にしてやられる役回りである。孫悟空は東海竜王敖広の竜宮の地下に「海の重り」として置いてあった如意金箍棒を竜王の他の宝とあわせ奪い取ってしまう。四海の竜王は相談して玉帝に悟空の悪行を訴える。
西海竜王・敖閏の第三太子・玉龍は、火事を起こして宝珠を焼いてしまい、西海竜王がその罪を玉帝に訴えたため、罰として笞打ちのうえ死罪を言い渡された。その後、観世音菩薩の西海竜王へのとりなしもあって死罪は免じられ、三蔵法師の馬となるべく、蛇盤山の鷹愁澗に住み、五百年間三蔵が来るのを待ち続けていた。しかし、肝心の三蔵が来たときにはそうとは気付かず、三蔵が乗っていた白馬を呑んでしまい、代わりとして白馬になっているという役である。西遊記成立以前の泉州開元寺の仁壽塔（西塔、嘉元年1237年完成）浮彫に、剣を持った姿（馬とつながっている）が東海火竜太子と刻まれ、梁武帝、唐三藏、猴行者とともに見られる。

## 封神演義における東海竜王
哪吒（なた）は水浴びする際、強力な呪具を身につけたままであった。そのためなんと東海竜王の竜宮まで揺れ、倒壊寸前にまでなった。事態把握のため天帝の命及び東海竜王の命により調査に出向いた夜叉族である巡海夜叉李良を哪吒は殺した。このため東海竜王敖光（封神演義ではこの字になる）の子敖丙は人の姿で哪吒を成敗しようとするが哪吒に逆襲される。敖丙は竜の正体を現して反撃するもむなしく哪吒に背中の筋を剥ぎ取るというおぞましい方法で殺されてしまう。そして大胆不敵にも敖光に敖丙の亡骸である背中の筋を返す哪吒。当然敖光の怒りはますます増した。しかし、実の息子を殺されたにも拘わらず東海竜王敖光は直接打って出ることはせず玉帝に訴えるというなさけない行動をここで取る。
敖光が玉帝に訴えるということを聴いた哪吒は師である太乙真人に事態打破の秘策を伺った。太乙真人はまた大胆不敵にも東海竜王敖光を待ち伏せして叩きのめすことを哪吒に唆した。そして玉帝に訴える直前に哪吒は待ち伏せに成功し、計画通り哪吒は敖光をねじふせ、玉帝への訴えを退ける約束を勝ち取ることになった。だがさすがに今度は四海竜王全員が哪吒の暴挙を訴えたためにやむなく四海竜王と哪吒の両親の前で哪吒は責任を取るために自害することとなった。この話からも見て取れるように西遊記に登場する四海竜王よりも情けない竜王であるといえる。
またこの話からも分かるように、中国にも竜退治説話が存在する。

## 註
1. 1 2  二階堂善弘 (2002). 中国の神さま—神仙人気者列伝. 平凡社. pp. 98-99,101. ISBN 9784582851304
2. ↑  李良の姿は黒き皮膚を持つ顔、長髪の赤髪、大きな牙を持つという夜叉族の典型的な姿である。武器は大斧である。巡海とは海を巡回して見守るという意味である。
3. ↑  安能務の翻案による『封神演義』（講談社文庫）では、上巻の第十二回から第十三回。